# Giuseppe Tonucci
Giuseppe Tonucci (* 9. März 1938 in Fano; † 11. Oktober 1988 in Pesaro) war italienischer Radrennfahrer.

## Sportliche Laufbahn
Tonucci war im Straßenradsport aktiv. Sein erster größerer internationaler Erfolg war der Sieg auf der 10. Etappe der Internationalen Friedensfahrt 1959, die er als 54. der Gesamtwertung beendete. 1960 nominierte ihn der italienische Verband für die Olympischen Sommerspiele in Rom. Dort wurde er als 19. im Straßenrennen klassiert. Im folgenden Jahr wurde er Berufsfahrer im italienischen Team Ignis. Es gelang ihm ein erster Sieg im neuen Metier, als er 1961 den Gran Premio Cemab gewann. Er fuhr den Giro d’Italia (wobei er ausschied) und in dem er ein Jahr später eine Etappe gewinnen konnte. Anschließend startete er auch bei der Tour de  France und wurde dort 88. des Endklassements. 1963 startete er für das Team Gazzola, wurde 86. im Giro, blieb aber ohne Erfolge und beendete seine Laufbahn.
Am 8. Dezember 1998 wurde der Asteroid des inneren Hauptgürtels (8192) Tonucci nach ihm benannt.